# Pejorativ
Et pejorativ (af latin: peior, mindre)  er et adjektiv eller substantiv, der betyder "nedsættende"[kilde mangler] eller "noget nedsættende".
| Sprog | Spire Denne artikel om sprog er en spire som bør udbygges. Du er velkommen til at hjælpe Wikipedia ved at udvide den. |